# Резонанс Лідова — Козаї
Резонанс Лідова — Козаї — у небесній механіці періодична зміна співвідношення ексцентриситету та нахилу орбіти під впливом масивного тіла або тіл. Лібрацій (коливання близько постійного значення) схильний до аргументу перицентра.
Цей ефект був описаний у 1961 році радянським ученим у галузі небесної механіки та динаміки космічних польотів М. Л. Лідовим при дослідженні орбіт штучних та природних супутників планет і в 1962 році японським астрономом Йосіхіде Кодзаї, коли він аналізував орбіти астероїдів. Як показали подальші дослідження, резонанс Лідова — Козаї є важливим фактором, що формує орбіти нерегулярних супутників планет, транснептунових об'єктів, а також позасонячних планет та кратних зоряних систем.

## Опис явища

Схема аргументу перицентру

Для орбіти небесного тіла з ексцентриситетом {\displaystyle e} та нахилом {\displaystyle i}, що обертається навколо більшого тіла, зберігається наступне постійне співвідношення:
{\displaystyle {\sqrt {(1-e^{2})}}\cos i}
Дивлячись на це співвідношення, можна сказати, що ексцентриситет може бути «обміняний» на схилення і навпаки, і це періодичне коливання може призвести до резонансу між двома небесними тілами. Таким чином, майже кругові, надзвичайно похилі орбіти можуть отримати великий ексцентриситет в обмін на менше нахилення. Так, наприклад, ексцентриситет, що збільшується, при постійній великій півосі зменшує відстань між об'єктами в перигелії, і цей механізм може змусити комети ставати навколосонячними.
Як правило, для об'єктів на орбітах з невеликим нахилом подібні коливання призводять до прецесії аргументу перицентра. Починаючись з деякого значення кута, прецесія перетворюється на лібрацію близько одного з двох значень кута: 90° або 270°, тобто перицентр (точка максимального зближення) коливатиметься навколо цього значення. Мінімальний кут нахилення називається кутом Козаї і дорівнює:
{\displaystyle \arccos \left({\sqrt {\frac {3}{5}}}\right)\approx 39.2^{o}}
Для ретроградних супутників він дорівнює 140,8°.
Фізично ефект пов'язаний із передачею моменту імпульсу та збереженням його загальної кількості у зв'язаній системі.

## Приклади та застосування
Механізм Лідова є причиною того, що небесне тіло знаходиться в перицентрі, коли воно знаходиться на великій відстані від екваторіальної площини. Цей ефект є однією з причин того, що Плутон захищений від зіткнень з Нептуном.
Резонанс Лідова також встановлює обмеження для орбіт, можливих у межах системи, наприклад:
- Для регулярних супутників планет: якщо орбіта супутника планети буде сильно нахилена до орбіти планети, то ексцентриситет супутникової орбіти збільшуватиметься доти, доки супутник не буде зруйнований приливними силами при черговому зближенні[1].
- Для нерегулярних супутників: ексцентриситет, що зростає, призведе до зіткнення з іншим супутником (центральною планетою), або, за їх відсутності, зростання апоцентричної відстані може викинути супутник зі сфери Гілла планети.

Резонанс Лідова — Козаї використовувався при виявленні зовнішніх планет Сонячної системи (Дев'ята планета), а також при дослідженні екзопланет.